# Afrocanthium racemulosum
Afrocanthium racemulosum là một loài thực vật có hoa trong họ Thiến thảo. Loài này được (S.Moore) Lantz mô tả khoa học đầu tiên năm 2004.